# Cuprascula pictipes
Cuprascula pictipes är en insektsart som först beskrevs av Carl Stål 1878.  Cuprascula pictipes ingår i släktet Cuprascula och familjen gräshoppor. Inga underarter finns listade i Catalogue of Life.